# Белведере Фољијензе (Пезаро и Урбино)
Белведере Фољијензе је насеље у Италији у округу Пезаро и Урбино, региону Марке.
Према процени из 2011. у насељу је живело 259 становника. Насеље се налази на надморској висини од 274 м.